# سجين الرأي

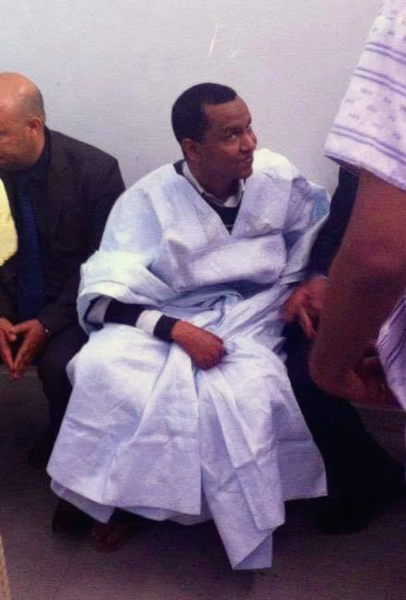
حكم على محمد الشيخ ولد امخيطير بالإعدام بعد أن كتب مقالاً ينتقد الدين والنظام الطبقي في موريتانيا. انتقل بعد ذلك إلى فرنسا.

سجين الرأي (بالإنجليزية: prisoner of conscience)‏ (POC) الذي لو تُرجم حرفيًا لصار «سجين الضمير»، هو أي شخص مسجون بسبب عرقه أو توجهه الجنسي أو دينه أو آرائه السياسية. يشير المصطلح أيضًا إلى أولئك الذين سُجنوا أو اضطدوا بسبب التعبير السلمي عن معتقداتهم الراسخة.
وتعرفه منظمة العفو الدولية كما يلي:
«وهم أشخاص لم يستخدموا العنف أو يدعوا إليه، ولكنهم مسجونون بسبب من هم (الميول الجنسية أو الأصل العرقي أو القومي أو اللغة أو اللون أو الجنس أو الوضع الاقتصادي)، أو بسبب ما يعتقدون (وجهات نظر دينية أو سياسية أو غيرها من المعتقدات النابعة من الضمير).»
غالبًا ما يرتبط هذا المصطلح بمنظمة العفو الدولية لحقوق الإنسان، وقد صاغ هذا المصطلح المؤسس بيتر بينيسن في مقال السجناء المنسيون ‏ بتاريخ 28 مايو 1961 لصحيفة لندن أوبزرفر.

## تعريف
أطلق مقال "السجناء المنسيون ‏" بقلم بيتر بينينسون، والذي نُشر في صحيفة ذا أوبزرفر في 28 مايو / أيار 1961، حملة «نداء من أجل العفو لعام 1961»" وعرّف أولاً «سجين الرأي».
كان الهدف الأساسي لهذه الحملة التي امتدت على مدار العام، والتي أسسها المحامي الإنجليزي بيتر بينينسون ومجموعة صغيرة من الكتاب والأكاديميين والمحامين، بما في ذلك ناشط السلام في جمعية الأصدقاء الدينية إيريك بيكر ‏، هو التعرف على سجناء الرأي في جميع أنحاء العالم ومن ثم القيام بحملة من أجل إطلاق سراحهم. في أوائل عام 1962، تلقت الحملة دعمًا عامًا كافيًا لتصبح منظمة دائمة وغيرت اسمها إلى منظمة العفو الدولية.
في عام 1995، غيرت منظمة العفو الدولية تعريف بننسون الأصلي ليشمل الأشخاص «المحرومين من حريتهم... لأسباب تمييزية تتعلق بعرقهم، أو جنسانيتهم، أو جندرهم، أو هويتهم الأخرى»، واستبعاد الأشخاص الذين «دافعوا عن الكراهية». وقد تسبب هذا في تجريد أليكسي نافالني من مكانة سجين الرأي (POC) في فبراير 2021 بسبب التعليقات التي أدلى بها حول المهاجرين في عامي 2007 و 2008  والتي اعتبرتها منظمة العفو الدولية «خطاب كراهية».
أعلنت منظمة العفو الدولية عن «مراجعة لنهجها العام في استخدام مصطلح "سجين الرأي"»، في أعقاب الجدل الدائر حول استخدام المصطلح لوصف أليكسي نافالني، قائلة:«كخطوة مؤقتة أولية، نُقح نهجنا بحيث لا نستبعد أي شخص من التصنيف كسجين رأي بناءً فقط على سلوكه في الماضي»، وأن نافالني قد «أعيد تعيينه» سجين رأي.

مظاهرة خارج السفارة السعودية في لندن احتجاجا على اعتقال المدون السعودي رائف بدوي، 2017

بموجب القانون البريطاني، صُنفت منظمة العفو الدولية منظمةً سياسيةً، وبالتالي استبعدت من حالة المؤسسة الخيرية المعفاة من الضرائب. وللتغلب على ذلك، أُنشئ «صندوق المضطهدين» في عام 1962 لتلقي التبرعات لدعم السجناء وعائلاتهم. غُير الاسم لاحقًا إلى «صندوق استئناف سجناء الرأي» وهو الآن مؤسسة خيرية منفصلة ومستقلة تقدم منح الإغاثة وإعادة التأهيل لسجناء الرأي في المملكة المتحدة وحول العالم.
مارست منظمة العفو الدولية، منذ تأسيسها، ضغوطاً على الحكومات للإفراج عن الأشخاص الذين تعتبرهم سجناء الرأي. وعلى العكس من ذلك، تميل الحكومات إلى إنكار أن السجناء المحددين الذين حددتهم منظمة العفو الدولية محتجزون في الواقع على أساس مزاعم منظمة العفو الدولية؛ ويزعمون أن هؤلاء السجناء يشكلون تهديدات حقيقية لأمن بلدانهم.
أصبح مفهوم «سجناء الرأي» مثار جدل حول سجن نيلسون مانديلا في جنوب إفريقيا عام 1964. كان قد تم تبنيه في البداية كسجين رأي في عام 1962، عندما حُكم عليه بالسجن لمدة خمس سنوات بتهمة التحريض على إضراب العمال الأفارقة. تم عكس ذلك بعد أن أظهرت محاكمة ريفونيا أن مانديلا تحول الآن إلى معارضة عنيفة لنظام جنوب إفريقيا. تطور هذا التحول في عام 1964 إلى نقاش عالمي واستطلاع رأي بين أعضاء منظمة العفو الدولية. قررت الأغلبية الساحقة الحفاظ على القاعدة الأساسية، وهي أن سجناء الرأي هم أولئك الذين لم يستخدموا العنف أو يدعوا إليه.
تُستخدم العبارة الآن على نطاق واسع في المناقشات السياسية لوصف سجين سياسي، سواء تبنت منظمة العفو الدولية القضية أم لا، على الرغم من أن العبارة لها نطاق وتعريف مختلف عن السجين السياسي.

## روابط خارجية
- مصادر منظمة العفو الدولية حول سجناء الرأي
- صندوق استئناف سجناء الرأي